# Monika Pohjanen
Monika Christina Pohjanen, född Wennberg 24 mars 1946 i Överkalix, är en svensk ikonmålare och målare. 
Monika Pohjanen målar ikoner i rysk tradition. Hon har fått sin utbildning i Nya Valamo. Hennes ikongalleri finns på Sirillus i Överkalix i Norrbotten. Boken Inför din bild med Pohjanens ikoner utkom i april 2010 på Artos bokförlag. Hon är medlem i KRO.
Hon är gift med författaren Bengt Pohjanen och mor till författaren Lina Stoltz. Hon är bosatt i Luleå.